# دو یو
دو یو (انگلیسی: Du Yu؛ زادهٔ ۱۹ اکتبر ۱۹۸۶) تیرانداز اهل چین است. وی در بازی‌های المپیک تابستانی ۲۰۱۲ حضور داشته‌است.